# Kis görgetegizom

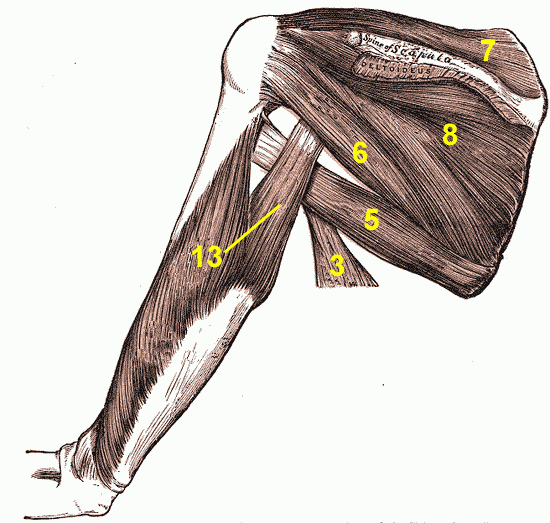
A lapocka izmai (a 6-os szám jelöli az izmot)

A kis görgetegizom (musculus teres minor) egy keskeny, nyúlt izom az ember lapockájánál (scapula).

## Eredés, tapadás, elhelyezkedés
A lapocka margo medialis scapulae nevű részének a felső 2/3-áról és két bőnyéről ered (az egyik bőnye elválasztja tőle a tövis alatti izmot (musculus infraspinatus) a másik a nagy görgetegizmot (musculus teres major). Harántirányban felfelé és kifelé futnak a rostjai melyek egy része a felkarcsont (humerus) tuberculum majus humeri nevű részén tapadnak a többi ez alatt. Az izom ina a vállízület hátsó részével egyesül.

## Funkció
Stabilizálja a vállízületet, a vállat kifelé forgatja és addukálja.

## Variációk
Néha nincs elkülönülve a tövis alatti izomtól. Néha egy része össze van tapadva a tövis alatti izommal.

## Beidegzés, vérellátás
A nervus axillaris idegzi be. Az arteria circumflexa humeri posterior és az arteria circumflexa scapulae látják el vérrel.